# Hymenostomum castaneum
Hymenostomum castaneum là một loài rêu trong họ Pottiaceae. Loài này được H.A. Crum & Steere mô tả khoa học đầu tiên năm 1958.